# Репортёрный ген
Репортёрные гены (гены-репортёры, англ. reporter gene) в молекулярной биологии — гены, которые присоединяют к регуляторным последовательностям других генов для исследования проявлений генов в культурах клеток. Некоторые репортёрные гены используются исследователями, так как их экспрессия придаёт организму чётко выраженные легко измеряемые характеристики, некоторые, — так как они являются селективными маркерами. Репортёрные гены используют для того, чтобы определить уровень экспрессии гена в клетке или в популяции. Часто в генно-инженерные конструкции встраивают в качестве репортёра ген LacZ.

## Применение
Интересующий исследователя ген и ген-репортёр обычно встраивают в одну генетическую конструкцию, а затем вводят её в клетку или организм. В случае клеток бактерий и эукариот для введения обычно используют кольцевые молекулы ДНК — плазмиды. Важно, чтобы ген-репортёр в норме не экспрессировался в клетке, тогда его экспрессия будет означать, что интересующий ген попал в клетку.
Широкое применение находят репортёрные гены, кодирующие флуоресцентные и люминесцентные белки:
- ген медузы, кодирующий зеленый флуоресцентный белок (англ. GFP), экспрессия которого проявляется в появлении зелёного свечения при освещении синим светом;
- ген фермента люциферазы, которая катализирует реакцию с люциферином и вызывает свечение;
- ген красного флуоресцентного белка DsRed;
- бактериальный ген LacZ, кодирующий фермент бета-галактозидазу, экспрессия которого приводит к появлению синей окраски на среде, содержащей субстрат X-gal;
- ген хлорамфеникол-ацетилтрансферазы (англ. CAT) обуславливает устойчивость к антибиотику хлорамфениколу.